# Ribiánszky Miklós
Ribiánszky Miklós (Iszkaszentgyörgy, 1915. május 2. – Budapest, 1980. április 11.) magyar politikus, mezőgazdász.

## Élete
1952-től az Állami Gazdaságok és Erdők Minisztériuma törzsállattenyésztési igazgatóságának vezetői posztját látta el. 1955. január 17-étől 1956. október 25-éig és 1956. november 7-étől 1957. március 20-áig az állami gazdaságok miniszterének helyettese, közte pedig rövid ideig (október 27. – november 3.) minisztere lett. 1957-től az Állami Gazdaságok Főigazgatóságának főigazgató-helyettese, majd 1975-ig az Országos Halászati Főfelügyelőség igazgatója volt.

## Főbb művei
- Állattenyésztésünk fejlesztésének főbb kérdései. (Társszerző: Magyari András. Budapest, 1955)
- A halászat története, tógazdasági haltermelés. (Budapest, 1960)
- Tógazdasági üzemtan. (Budapest, 1964)